# Артур Джеймс Сеймур
Артур Джеймс Сеймур (12 січня 1914 — 25 грудня 1989), або Ей Джей Сеймур — гаянський поет, есеїст, мемуарист і редактор-засновник літературного журналу «Kyk-Over-Al».

## Біографія
Сеймур народився у Джорджтауні, Британська Гвіана, в родині геодезиста Джеймса Тюдора Сеймура та його дружини Філіппін, уродженої Дей, і навчався в університетській школі та Гаянській академії, потім вступив до Королівського коледжу, найпрестижнішої школи для хлопчиків у Британській Гвіані, де навчався за державною стипендією у 1928 році.
31 липня 1937 року він одружився з вчителькою Елмою Едітою Брайс. У них було три доньки та три сини.

### Чиновник і громадський діяч
У 1933 році він приєднався до Державної служби Британської Гвіани як неоплачуваний волонтер, працюючи Поштовому та Фіскальному департаментах, потім приєднатися до Бюро реклами й інформації. До 1954 року Сеймур пройшов шлях до посади голови урядової інформаційної служби. Це був тривожний час для Гвіани: уряд Народної прогресивної партії (НПП) на чолі з Чедді Джаганом, якого обрали у 1953 році, був усунений колоніальною владою лише через чотири з половиною місяці, що спричинило громадянські та політичних заворушення, які тривали протягом десять років.
У 1962 році Сеймур залишив державну службу та став офіцером з питань інформаційного та культурного співробітництва Карибської організації, яка базувалася у Пуерто-Рико. Він повернувся до Гвіани у 1965 році, за рік до здобуття незалежності країни, і до 1971 року працював на посаді спеціаліста зі зв'язків із громадськістю у Demerara Bauxite Company (Demba), розташованій у Маккензі (місто, яке пізніше перейменували на Лінден). У 1972 році він був літературним координатором першого Карибського фестивалю мистецтв (Carifesta), який проходив у Гаяні. У 1973 році він повернувся на державну службу як заступник голови Департаменту культури та директор творчого письменницького відділу. У 1979 році вийшов на пенсію.
Протягом майже п'ятдесяти років своєї кар'єри Сеймур також обіймав керівні посади у низці культурних установ; крім того, він був почесним секретарем Союзу культурних клубів Британської Гвіани (1943—1950), заступником голови Національного тресту Гаяни (1974–75), президентом комітету музичного фестивалю Британської Гвіани та президентом Міжнародного ПЕН-клубу Британської Гвіани.

### Редактор і видавець
У 1945 році Сеймур заснував «Kyk-Over-Al» (іноді пишеться «Kykoveral»), літературний журнал, названий на честь одного з першого голландського форту на річці Ессекібо. Протягом 16 років до 1961 року він опублікував 28 номерів журналу, які містили деякі з найперших творів таких видатних письменників як Вілсон Гарріс і Мартін Картер. У цей час він також відредагував і опублікував «Антологію гвіанської поезії» (1954); «The Kyk-Over-Al Anthology of West Indian Poetry» (1952; переглянуте видання 1958) і серію памфлетів «Поети-мініатюри» (1951–53) авторства Картера, Гарріса, Айвана Ван Сертіми, Гарольда Телемака з Тринідаду, Френка Коллімора з Барбадосу та Філіпа Шерлока з Ямайки.
Пізніші антології містили «My Lovely Native Land: An Anthology of Guyana» (Longman, 1971), упорядкований спільно з Елмою Сеймур, «New Writing in the Caribbean» (Georgetown: National History and Arts Council, опублікованою після Карибського фестивалю мистецтв у Гаяні у 1972 році) і «A Treasury of Guyanese Poetry» (1980). Починаючи з 1976 року, Сеймур також написав п'ять томів автобіографії.
У 1984 році за допомогою поета та прозаїка Єна Макдональда Сеймур відродив «Kyk-Over-Al».

### Поет
У 1936 році Сеймур почав писати вірші. До 1937 року він завершив свою першу збірку «Verse»; його друга, «More Poems», вийшла у 1940 році. Назва вірша «Over Guiana, Clouds» (1944) стала віхою в розвитку поетичного стилю Сеймура. «Suns In My Blood» (1945) містив принаймні три вірші, які стали вважатися класичними: «Sun Is a Shapely Fire», «There Runs a Dream» і «The Legend of Kaieteur» (гаянського композитора Філіп Пілігрім поклав на музику цей останній вірш).
Серед пізніших великих збірок Сеймура «Leaves from the Tree» (1951), «Selected Poems» (1965), «Patterns» (1970), «My Lovely Native Land» (1971) та «Selected Poems» (1983). Триб'ют-збірка «AJS at 70» (1984) під редакцією Єна Макдональда, містить добірку з 15 віршів під назвою «The Essential Seymour», вибрані самим Сеймуром.
Сеймур помер від інсульту 25 грудня 1989 року, за кілька тижнів до свого 76-го дня народження.
У 2000 році було опубліковано «Collected Poems, 1937—1989» за редакцією Єна Макдональда та племінниці Сеймура Жаклін де Вівер.

### Біограф
У 1984 році, працюючи з Елмою, Сеймур випустив перший том «Словника біографій Гаяни» (СБГ). Проєкт був натхненний понад тридцять років тому, під час відвідання Сеймуром Джона Арчибальда Венна в президентській ложі Квінс-коледжу у Кембриджі у 1949 році. Венн показав йому список відомих випускників «Alumni Cantabrigienses», над якими він працював у той час. Це підштовхнуло Сеймура разом з Джоелем Бенджаміном і Терренсом Флетчером запропонувати створити «Національну енциклопедію Гаяни». Однак їм не вдалося отримати підтримку проєкту. Попри це, Артур з Елмою продовжили випуск СБГ, другий том вийшов у 1986 році.

## Спадщина
Хоча кілька віршів Сеймура добре відомі у Гаяні, за межами рідної країни його творчість залишилась непомітною, особливо у порівнянні з творами його друга та колеги Мартіна Картера. Однак Сеймура продовжують пам'ятати в Карибському басейні за його роботу редактора «Kyk-Over-Al», залишаючись сірим кардиналом Вест-Індії. Він невтомно заохочував своїх колег-письменників, публікував їхні твори, писав про них у своїх критичних нарисах та говорив про них під час лекційних турів, зокрема Карибським басейном, США, Бразилії та Німеччини.
У 2014 році на фестивалі NGC Bocas Lit відзначили сторіччя від дня народження Сеймура, вшанували його читаннями творів гаянськими письменниками та не тільки. Національна бібліотека у співпраці з Френсісом Кваміною Фаррієром та Університетом Гаяни організувала виставку його робіт, а також встановила меморіальну дошку на 23 North Road, Бурда, колишній резиденції. Його посмертно зарахували до Зали слави літературного мистецтва у читальному залі Емілі Мюррей у Національній бібліотеці.
На його честь назвали літературну премію за оповідання у журналі «Guyana Annual» за 2019 рік.

## Вибіркова бібліографія
- Verse (1937), Georgetown: Guyana Chronicle
- More Poems (1940), Georgetown: Guyana Chronicle
- Over Guiana, Clouds (1944), Georgetown: Guyana Standard
- Suns in My Blood (1944), Georgetown: Guyana Standard
- Poetry in These Sunny Lands (1945), Georgetown: Caribia
- Six Songs (1946), Georgetown: Caribia
- The Guiana Book (1948), Georgetown: Argosy
- Leaves from the Trees (1951), Georgetown: Miniature Poets, Series A
- Selected Poems (1965), Georgetown: Author
- Monologue — Poems (1968), Georgetown: Author
- Patterns (1970)
- Images of Majority (1978)
- Selected Poems (1983)
- Collected Poems 1937—1989 (2000; with an Introduction by Ian McDonald, and edited by Ian McDonald and J. de Weever), New York: Blue Parrot Press.

## Додаткова література
- Brown, Lloyd W., «The Guyanese Voice in West Indian Poetry», in World Literature Written in English, vol. 15, no. 1 (April 1976), pp. 246–52.
- Dolphin, Celeste, «The Poetry of A. J. Seymour», in New World Fortnightly, vol. 1, no. 13 (April 1965), pp. 31–39.